# Tabaksfabriek Fokke van der Meulen
De Tabaksfabriek Fokke van der Meulen is een voormalige fabriek annex pakhuis op de Kaden in de Friese plaats Drachten. Het gebouw staat op de lijst van rijksmonumenten in Drachten, onder andere vanwege de herinnering die het gebouw vormt aan de verloren gegane Drachtster tabaksindustrie.

## Beschrijving
De fabriek annex pakhuis is rond 1902 gebouwd in opdracht van de firma Fokke van der Meulen. De lagere aanbouw aan de achterzijde van het hoofdgebouw is van oudere datum. In de fabriek werd de beroemde halfzware pruimtabak 'Drachtster Kei' vervaardigd.
In Drachten waren vroeger tientallen bedrijfjes waar pijp- en pruimtabak werd gefabriceerd, terwijl er daarnaast veel sigaren werden gemaakt. Soms in eenmanszaakjes maar er was ook sprake van fabrieksmatige productie. De meeste bedrijvigheid vond op de Kaden plaats. Op de Noordkade stond de tabaks- en sigarenfabriek 'De rookende Moor' van S.S. Osinga. Op de Zuidkade was de fabriek 'De gouden Arend' van P. en K.P. Duursma gevestigd, gesticht in 1855. Bij de sluis bevond zich het bedrijfje van B. Osinga dat later is opgegaan in de firma S.S. Osinga. De fabriek 'De Bijekoer' van Jan Bieuwes van der Meulen leverde zowel tabak als sigaren.
Het bedrijf van Fokke Bieuwes van der Meulen is bijzonder omdat het zo lang heeft bestaan. Het woonhuis van Van der Meulen is naar verluidt door een welkome brand verwoest en het leek er lange tijd op dat het bedrijfsgebouw de langste tijd ook gehad zou hebben. De fabriek werd in oktober 1989 gesloten omdat er veel vandalisme was en er vaak werd ingebroken. Het tabaksfabriekje werd hoe dan ook bedreigd: als het al niet vanzelf in elkaar zakte, dan zou het wel gesloopt worden. Na een strijd die meer dan tien jaar duurde, werd de tabaksfabriek toch van de sloop gered. Voor het gebouwtje werden meerdere plannen gemaakt en uiteindelijk werd het voorste deel opgenomen in een appartementencomplex, met beneden kantoorruimte. Dat bij de bouw een smalle sierstrook van de voorgevel afgeflext moest worden omdat het allemaal net niet bleek te passen, is voor velen nog altijd een bron van frustratie.

## Trivia
De dreigende sloop van het gebouw was directe aanleiding voor de oprichting van de cultuurhistorische stichting 'Smelne’s Erfskip'. Het eindresultaat van het behoud van de tabaksfabriek is niet honderd procent, maar het proces er omheen heeft wel de drastische sloop van waardevolle historische panden in Drachten een halt toegeroepen.